# Wonder World
Wonder World è il secondo album discografico del gruppo musicale sudcoreano Wonder Girls, pubblicato nel 2011 dall'etichetta discografica JYP Entertainment insieme a Universal Music Group.

## Il disco
Alla fine di ottobre, la JYP annuncia che le Wonder Girls torneranno i primi del mese di novembre con un album in studio. Il 3 novembre viene pubblicato il teaser del primo singolo "Be My Baby" uscito il 6 novembre insieme all'album in versione digitale. Il 7 novembre viene commercializzato il primo singolo promozionale "Be My Baby (English Version)" e l'album in versione CD e special edition. Il 15 novembre viene pubblicata la versione per Taiwan e il secondo singolo promozionale "Be My Baby (Chinese Version)". Alla fine di novembre viene pubblicato il secondo singolo G.N.O, e un mese dopo il terzo singolo "Me, In". All'inizio di gennaio viene diffuso il quarto e ultimo singolo "Girls, Girls".

## Tracce
1. G.N.O – 3:30 (testo: Yeeun – musica: Yeeun, Lee Woo-min, Fredrik)
2. Be My Baby – 3:31 (Park Jin-young)
3. Girls, Girls – 3:33 (testo: Yubin, Shim Eunji – musica: Shim Eunji)
4. Me, In – 3:14 (testo: Yubin, Yeeun, Shin Jung-hyeon – musica: Yeeun, Shim Jung-hyeon)
5. Sweet Dreams – 3:34 (testo: Yubin, Billion Dollar Baby, Noday – musica: DeepFrost, Shim Eunji)
6. Stop! – 3:22 (Hong Jisang)
7. Dear. Boy – 3:11 (testo: Nikki Flores, Jessica Martinez – musica: Fingazz, DJ Nüre)
8. (Long Long Time) 두고두고 – 3:46 (Park Jin-young)
9. SuperB – 3:46 (testo: Kim Ina – musica: East4A)
10. Act Cool – 3:32 (Hyelim, San-E)
11. Be My Baby (Ra.D remix) – 3:27 (Park Jin-young)
12. Nu Shoes – 3:30 (Woo Soo-rhee, Alexander Kronlund, Lukas Hilbert)
13. Be My Baby (English Version) – 3:30 (Park Jin-young)
14. Be My Baby (Chinese Version) – 3:30 (Park Jin-young)

Durata totale: 48:56

## Formazione
- Sunye – voce
- Sohee – voce
- Hyelim – voce
- Yubin – rapper
- Yeeun – voce

## Classifiche
| Classifica (2011) | Posizione massima |
| ----------------- | ----------------- |
| Corea del Sud     | 1                 |